# April Rain
April Rain (с англ. — «Апрельский дождь») — второй студийный альбом нидерландской симфоник-метал-группы Delain, выпущенный в 2009 году. Альбом поступил в продажу в Бенилюксе 20 марта 2009, международный релиз пришёлся на 30 марта 2009. В Австралии альбом вышел 10 апреля 2009 года.

## История
Мартейн Вестерхольт изначально не собирался делать Delain постоянным проектом, но успех Lucidity в 2006 изменил позицию основателя группы, коллектив приступил к записи нового студийного альбома.
Демоверсии песен «Stay Forever» и «Start Swimming» уже исполнялись группой ещё в 2007 и 2008. В ноябре 2008 года версия песни «I’ll Reach You» с альтернативной версией текста была исполнена на нидерландском телевидении, чтобы привлечь молодых людей к пожертвованиям в ЮНИСЕФ.
Первоначально датой релиза альбома значилось 9 февраля 2009 года, по позже дата была перенесена, чтобы приблизиться к дате мирового релиза.
9 февраля 2009 вышел сингл April Rain.
13 марта 2009 на нидерландском сайте Roadrunner Records альбом был выложен для прослушивания, эта функция доступна только жителям Нидерландов.
Уже после выхода студийного альбома, 16 октября 2009 был выпущен второй сингл, Stay Forever.

## Список композиций
22 января 2009 на официальном сайте группы были выложены список композиций и обложка альбома.
| №   | Название                                     | Автор(ы)                                  | Длительность |
| --- | -------------------------------------------- | ----------------------------------------- | ------------ |
| 1.  | «April Rain»                                 | Мартейн Вестерхольт и Шарлотта Весселс    | 4:36         |
| 2.  | «Stay Forever»                               | М. Вестерхольт, Рональд Ланда, Ш. Весселс | 4:26         |
| 3.  | «Invidia» (вместе с Рональдом Ланда)         | М. Вестерхольт и Ш. Весселс               | 3:47         |
| 4.  | «Control The Storm» (вместе с Марко Хиетала) | Гуус Эйкенс и Ш. Весселс                  | 4:12         |
| 5.  | «On The Other Side»                          | Г. Эйкенс и Ш. Весселс                    | 4:09         |
| 6.  | «Virtue And Vice»                            | М. Вестерхольт, Р. Ланда, Ш. Весселс      | 3:55         |
| 7.  | «Go Away»                                    | М. Вестерхольт, Г. Эйкенс, Ш. Весселс     | 3:35         |
| 8.  | «Start Swimming»                             | Роб ван дер Ло и Ш. Весселс               | 5:19         |
| 9.  | «Lost»                                       | М. Вестерхольт и Ш. Весселс               | 3:23         |
| 10. | «I'll Reach You»                             | М. Вестерхольт, Г. Эйкенс, Ш. Весселс     | 3:29         |
| 11. | «Nothing Left» (вместе с Марко Хиетала)      | М. Вестерхольт и Ш. Весселс               | 4:39         |
| 12. | «Come Closer» (Бонус-трек )                  | М. Вестерхольт и Ш. Весселс               | 4:30         |
| 13. | «No Compliance» (Японский бонус-трек)        | М. Вестерхольт                            | 5:09         |

Специальное MP3 издание
| №   | Название                                     | Автор(ы)                              | Длительность |
| --- | -------------------------------------------- | ------------------------------------- | ------------ |
| 1.  | «April Rain»                                 | М. Вестерхольт и Ш. Весселс           | 4:37         |
| 2.  | «Stay Forever»                               | М. Вестерхольт, Р. Ланда, Ш. Весселс  | 4:27         |
| 3.  | «Invidia» (вместе с Рональдом Ланда)         | М. Вестерхольт и Ш. Весселс           | 3:49         |
| 4.  | «Control The Storm» (вместе с Марко Хиетала) | Г. Эйкенс и Ш. Весселс                | 4:14         |
| 5.  | «On The Other Side»                          | Г. Эйкенс и Ш. Весселс                | 4:11         |
| 6.  | «Virtue And Vice»                            | М. Вестерхольт, Р. Ланда, Ш. Весселс  | 3:56         |
| 7.  | «Go Away»                                    | М. Вестерхольт, Г. Эйкенс, Ш. Весселс | 3:38         |
| 8.  | «Start Swimming»                             | Р. ван дер Ло и Ш. Весселс            | 5:21         |
| 9.  | «Lost»                                       | М. Вестерхольт и Ш. Весселс           | 3:24         |
| 10. | «I'll Reach You»                             | М. Вестерхольт, Г. Эйкенс, Ш. Весселс | 3:30         |
| 11. | «Nothing Left» (вместе с Марко Хиетала)      | М. Вестерхольт и Ш. Весселс           | 4:42         |
| 12. | «The Gathering» (Live)                       | Г. Эйкенс                             | 11:50        |
| 13. | «Silhouette Of A Dancer» (Live)              | М. Вестерхольт, Ян Ирлунд, Ш. Весселс | 5:46         |

## Чарты
| Чарт (2009)                    | Высшая позиция |
| ------------------------------ | -------------- |
| Нидерланды. Alternative Top 30 | 1              |
| Нидерланды. Album Top 100      | 14             |
| Япония                         | 19             |
| Франция                        | 88             |
| Швейцария                      | 91             |
| Германия                       | 96             |

## Участники записи

### Основной состав
- Шарлотта Весселс — вокал
- Мартейн Вестерхольт — клавишные
- Рональд Ланда — гитара, вокал (в композициях 3 и 6)
- Роб ван дер Ло — бас-гитара
- Джимми Ревсон — барабаны

### Приглашённые участники
- Марко Хиетала — вокал (в композициях 4 и 11)
- Мария Ан — виолончель (в композициях 5 и 6)
- Гуус Эйкенс — гитара (в композициях 4, 5, 6, 8)

В то время как альбом Lucidity записывался с большим количеством приглашённых музыкантов, то в записи этого альбома задействованы только некоторые из них: Марко Хиетала (Nightwish), который также участвовал в записи нескольких дорожек в Lucidity; Мария Ан, виолончелист из Ahn Trio и Гуус Эйкенс. Гроулинг присутствует только в одной композиции, «Virtue and Vice». На этот раз гроулит гитарист Рональд Ланда, который также исполняет чистый вокал в «Invidia».